# Giovanna Ralli
Giovanna Ralli (Roma, 2 gennaio 1935) è un'attrice italiana.
Vincitrice di due David di Donatello e tre Nastro d'argento, è stata diretta da alcuni dei più grandi registi del cinema italiano, fra cui Mario Monicelli, Ettore Scola, Roberto Rossellini e Vittorio De Sica, recitando al fianco di Vittorio Gassman, Aldo Fabrizi, Totò, Nino Manfredi, Alberto Sordi, Ugo Tognazzi, Marcello Mastroianni e Renato Pozzetto.    

## Biografia

Giovanna Ralli con Antonio Cifariello nel film Le ragazze di San Frediano (1955)

Nasce a Roma nel popolare quartiere Testaccio. La famiglia si trasferisce successivamente in via Tirso, nel quartiere Trieste, nello stesso palazzo in cui abitava Massimo Girotti. A causa delle dure condizioni del periodo bellico, Giovanna, per aiutare la famiglia guidata dal padre fornaio, comincia a recitare quando è ancora bambina, e prende parte a soli sei anni ai film La maestrina (1942) di Giorgio Bianchi e I bambini ci guardano (1943) di Vittorio De Sica. A quindici anni vince il premio di bellezza Miss Sorriso Lazio, nell'ambito di Miss Italia 1950, e appare come generica e comparsa sia in teatro (probabilmente su segnalazione di Peppino De Filippo), sia al cinema, nei film Luci del varietà (1950) di Alberto Lattuada e Federico Fellini, Signori, in carrozza! (1951) di Luigi Zampa, La famiglia Passaguai (1951), La famiglia Passaguai fa fortuna e Papà diventa mamma (1952) di Aldo Fabrizi. In quegli anni, e saltuariamente anche negli anni sessanta, viene doppiata a causa dell'uso dell'epoca, e della cadenza romanesca. 

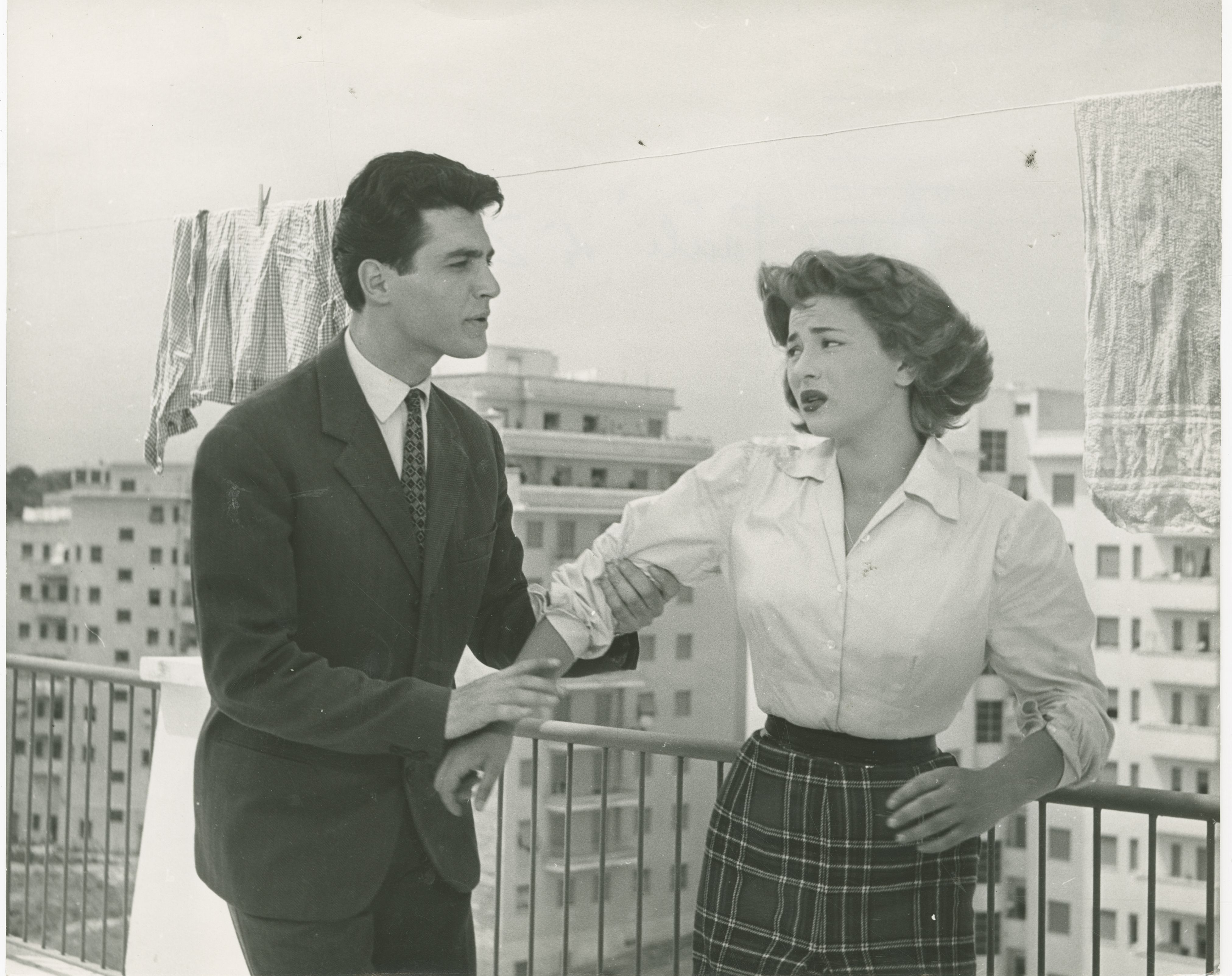
Giovanna Ralli con Gabriele Tinti in Anni facili

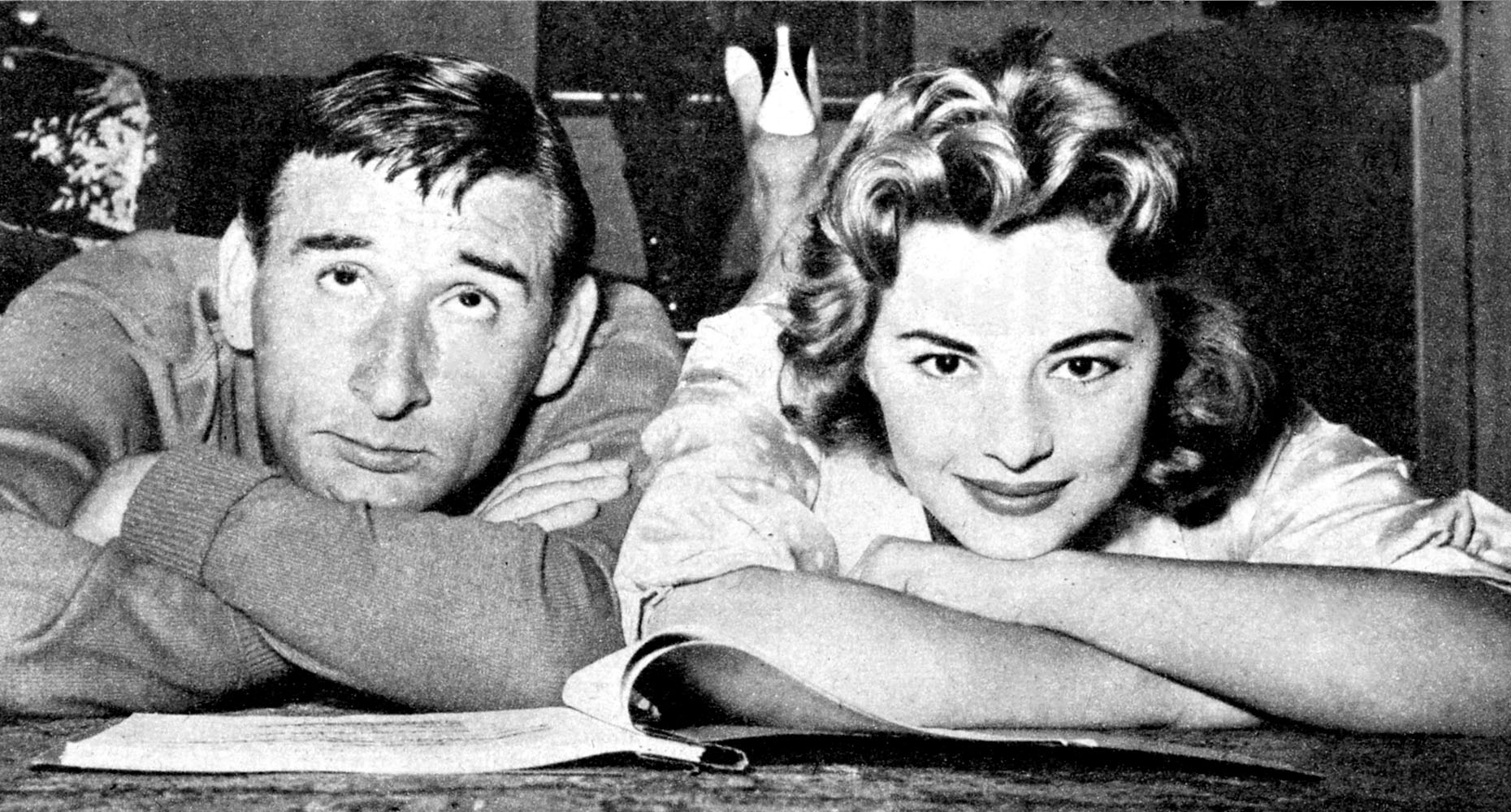
Renato Rascel con Giovanna Ralli nella commedia musicale Un paio d'ali di Garinei e Giovannini (1957)

Una prima e importante svolta nella sua carriera avviene alla metà degli anni cinquanta, quando iniziano ad esserle affidate parti da protagonista in film come, Anni facili (1953) di Luigi Zampa, Racconti romani (1955) di Gianni Franciolini, Le ragazze di San Frediano (1955) di Valerio Zurlini, Un eroe dei nostri tempi (1955) di Mario Monicelli, Il bigamo (1956) di Luciano Emmer, Una pelliccia di visone (1956) di Glauco Pellegrini, Tempo di villeggiatura (1956) di Antonio Racioppi e Il momento più bello (1957) di Luciano Emmer, accanto a Marcello Mastroianni. In questo periodo si trova spesso a interpretare il ruolo caratteristico della popolana romana. Nel frattempo ottiene successo nel teatro leggero, debuttando nel 1957, accanto a Renato Rascel, al Teatro Lirico di Milano, con la commedia musicale Un paio d'ali, di Garinei e Giovannini, nella quale canta anche la celebre Domenica è sempre domenica, scritta apposta per lei da Gorni Kramer.
In seguito, lo sceneggiatore Sergio Amidei la presenta a Roberto Rossellini che la dirige in due film, Il generale Della Rovere (1959), ed Era notte a Roma (1960); nel primo interpreta una piccola parte, mentre del secondo è la protagonista femminile. Nel 1961 viene nuovamente scelta da Rossellini per il film celebrativo Viva l'Italia. In quegli anni, i suoi maggiori successi al botteghino sono: Il nemico di mia moglie di Gianni Puccini (1959), Costa Azzurra (1959) di Vittorio Sala (nei quali interpreta la moglie, rispettivamente, di Marcello Mastroianni, e Alberto Sordi) e Nel blu dipinto di blu (1959) di Piero Tellini, accanto a Domenico Modugno.

Giovanna Ralli con Leo Genn nel film Era notte a Roma (1960)

Dopo la partecipazione come protagonista ai film Carmen di Trastevere e La monaca di Monza, entrambi diretti nel 1962 da Carmine Gallone, e Liolà (1963) di Alessandro Blasetti, accanto a Ugo Tognazzi e Anouk Aimée, nel 1964 si segnala in, La vita agra di Carlo Lizzani, ancora al fianco di Ugo Tognazzi, e nel terzo episodio di Se permettete parliamo di donne di Ettore Scola, all'esordio come regista, insieme a Vittorio Gassman. Con il tragico e, per l'epoca,  inedito e audace ruolo della lesbica Piera, nel film drammatico La fuga , di Paolo Spinola, nuovamente accanto ad Anouk Aimée, l'attrice vince il suo primo Nastro d'argento come migliore attrice protagonista. In quel periodo la sua popolarità le consente di essere scritturata per alcuni 'caroselli' televisivi.
Sulla scia di altre note attrici italiane degli anni sessanta, decide di tentare una seconda carriera a Hollywood, convinta dal regista Blake Edwards, che l'aveva notata nel film di Scola, e le propone di trattenersi a Los Angeles per otto mesi, periodo durante il quale ha la solidale compagnia di Virna Lisi. Il suo film di esordio negli Stati Uniti è Papà, ma che cosa hai fatto in guerra? (1966), commedia di genere bellico, diretta proprio da Edwards; la Ralli interpreta il personaggio della briosa siciliana Rosa Romano (Gina nella versione originale), in un cast in cui figurano anche James Coburn e il suo conterraneo Sergio Fantoni. Nel film successivo Il carnevale dei ladri (1967) di Russell Rouse, in parte girato in Spagna,  subentra a Sophia Loren. In quel periodo ha una breve relazione con Michael Caine, suo partner nella pellicola di produzione britannica Passo falso (1968) di Bryan Forbes, che nonostante le ottime credenziali (costumi di Julie Harris, musica di John Barry e persino una canzone di Shirley Bassey) ha scarso successo anche sul mercato italiano.
Nel 1968 recita in uno spaghetti-western, genere allora molto popolare: Il mercenario di Sergio Corbucci, accanto a Franco Nero, e l'anno seguente viene ancora diretta da Spinola nel film drammatico La donna invisibile. Nel 1970, dopo l'uscita del suo ultimo film di produzione statunitense 4 per Cordoba di Paul Wendkos, in cui appare insieme a George Peppard e Raf Vallone, torna in Italia, e gira Una prostituta al servizio del pubblico e in regola con le leggi dello stato di Italo Zingarelli.  Nel 1971 partecipa al giallo Gli occhi freddi della paura (1971) di Enzo G. Castellari e poi a La polizia chiede aiuto (1974) di Massimo Dallamano. Nel 1974 le viene affidato il personaggio della tenera Elide Catenacci, un ruolo apparentemente secondario, ma non privo di spessore, in C'eravamo tanto amati di Ettore Scola; il film ha un grande successo, e la sua interpretazione le vale il secondo Nastro d'argento, questa volta come migliore attrice non protagonista.

Giovanna Ralli nel film 40 gradi all'ombra del lenzuolo (1976)

In seguito prende parte a commedie come Per amare Ofelia (1974) di Flavio Mogherini e Di che segno sei? (1975) di Sergio Corbucci, entrambi in coppia con Renato Pozzetto. Carlo Ponti fu invece il produttore di Colpita da improvviso benessere, film al quale l'attrice romana teneva molto, e che uscì nel 1975 per la regia di Franco Giraldi. Segue  40 gradi all'ombra del lenzuolo (1976) di Sergio Martino, commedia sexy all'italiana tipica dell'epoca. L'adeguamento della sua già lunga carriera ai nuovi tempi, influenzati dalle rivoluzioni culturali del sessantotto, e a modelli cinematografici rapidamente mutati, la portano anche a posare nuda per il noto mensile per adulti Playboy. Nel 1980 la si vede nel film in costume Arrivano i bersaglieri di Luigi Magni. L'attrice tornò così a interpretare il personaggio che l'aveva portata a essere particolarmente apprezzata dal pubblico, la popolana romana schietta e verace. Nel 1977 sposa l'avvocato Ettore Boschi, al quale rimane legata fino alla morte di lui avvenuta nel 2013. Sempre nel 1977, in teatro, fu ancora diretta da Garinei e Giovannini in Fra un anno alla stessa ora.
All'inizio degli anni ottanta, dopo la partecipazione a Manolesta (1981) di Pasquale Festa Campanile, in coppia con Tomas Milian, in assenza di proposte significative si allontana temporaneamente dal mondo del cinema, rientrandovi, nel 1990, con il film Verso sera di Francesca Archibugi, nel quale ritrova il partner di un tempo, Marcello Mastroianni; per questo film l'anno successivo è candidata ai Nastri d'argento come Migliore attrice non protagonista. Nel 1988, con i crescenti successi di pubblico della televisione commerciale, inizia a partecipare a fiction televisive, fra le quali Un prete tra noi, Ho sposato uno sbirro e Tutti pazzi per amore. Nel 2003 le viene conferita dal presidente della Repubblica Carlo Azeglio Ciampi l'onorificenza di Grande Ufficiale dell'Ordine al merito della Repubblica per meriti artistici.
Con il nuovo millennio le apparizioni sul grande schermo si diradano, fatta eccezione per qualche efficace partecipazione in film come Il sangue dei vinti (2008) di Michele Soavi, il dittico Immaturi (2011) e Immaturi - Il viaggio (2012) di Paolo Genovese, Un ragazzo d'oro (2014) di Pupi Avati, ove interpreta la madre del protagonista (Riccardo Scamarcio), ruolo per il quale ottenne la sua nona candidatura ai Nastri d'argento.
Il 31 marzo 2014 ha ricevuto il premio Anna Magnani alla carriera. Il 15 giugno 2015, ospite al Taormina Film Festival per ricevere il "premio alla carriera", ha dichiarato l'intenzione di ritirarsi dalle scene, in occasione dei suoi ottant'anni. Nel luglio 2020 è stata premiata con la "Pellicola d'oro alla carriera" dal presidente dell'Anica Francesco Rutelli. Nel novembre 2021 il Festival del Cinema Europeo di Lecce le ha dedicato una retrospettiva, conferendole anche il premio "Ulivo d'oro alla carriera". Nel 2022 le è stato assegnato il "premio alla carriera" dall'Accademia del cinema italiano, nell'ambito della 67ª edizione dei David di Donatello, ed è tornata al cinema con Marcel!, opera prima di Jasmine Trinca. Nel gennaio 2023 le viene assegnato a Roma un premio speciale alla carriera in occasione della quarantesima edizione, a lei dedicata, di Primo Piano sull'Autore-Festival Pianeta Donna.

## Filmografia

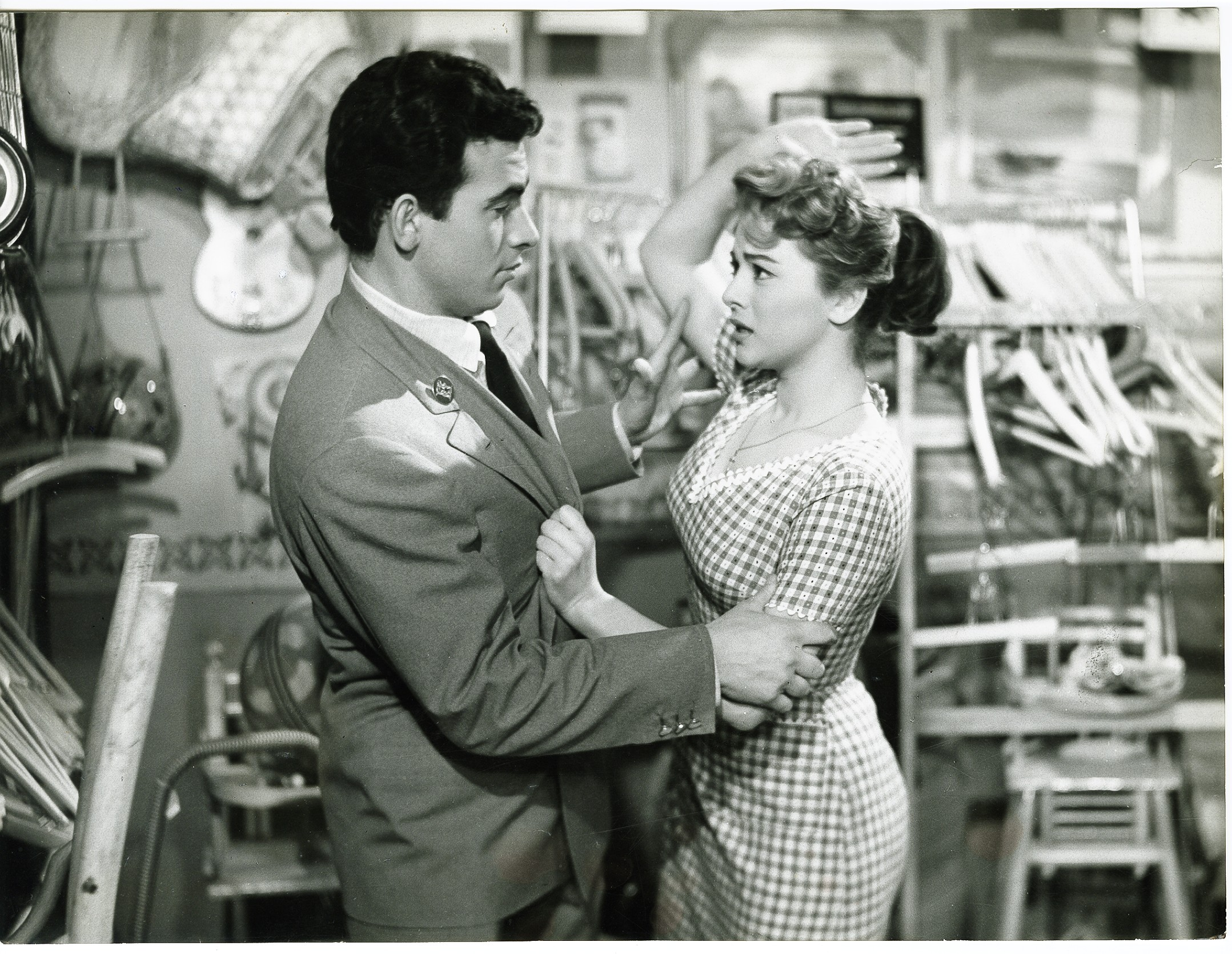
Giovanna Ralli con Maurizio Arena nel film Tempo di villeggiatura (1956)

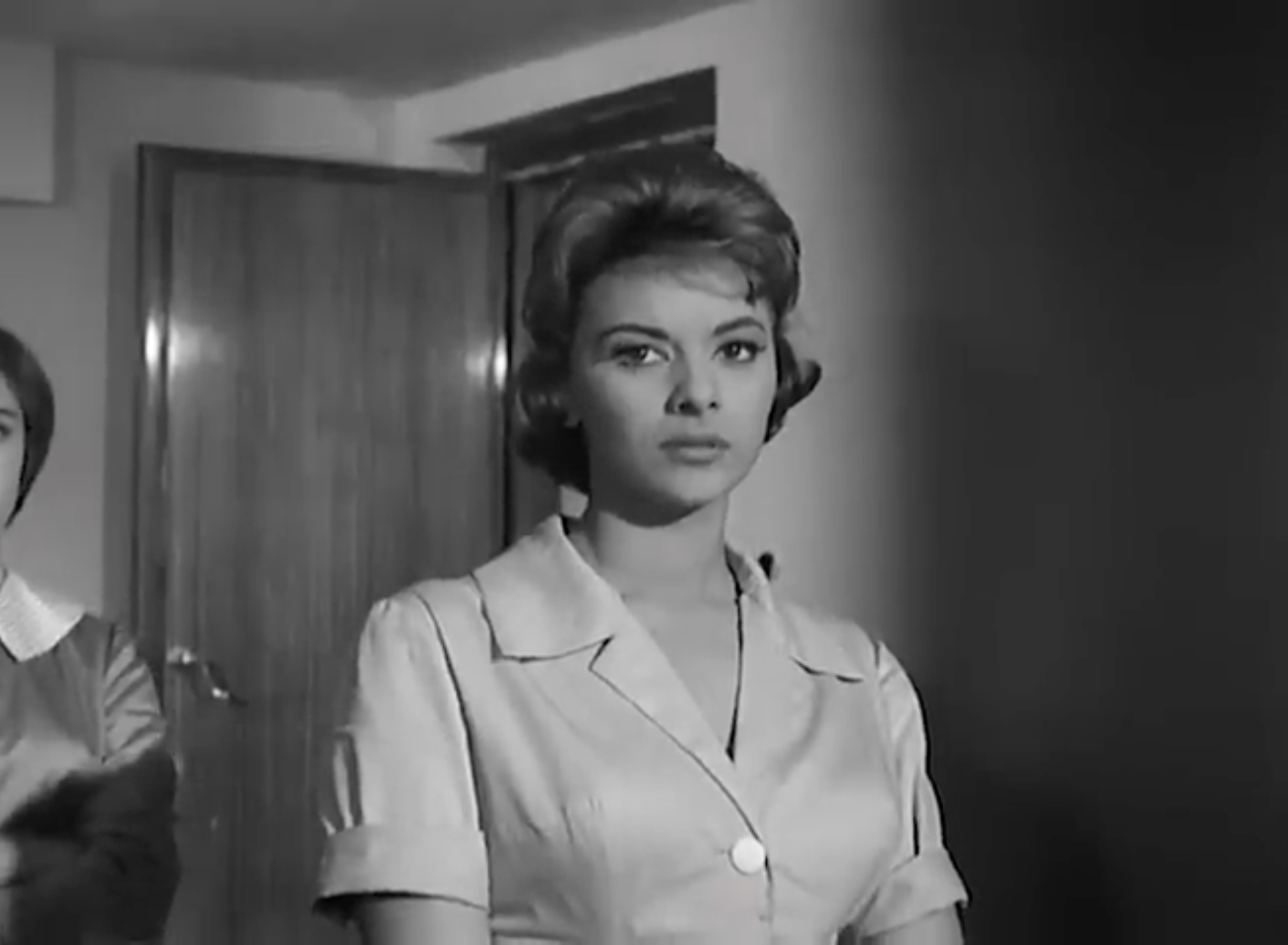
Giovanna Ralli nel film Le cameriere (1959)

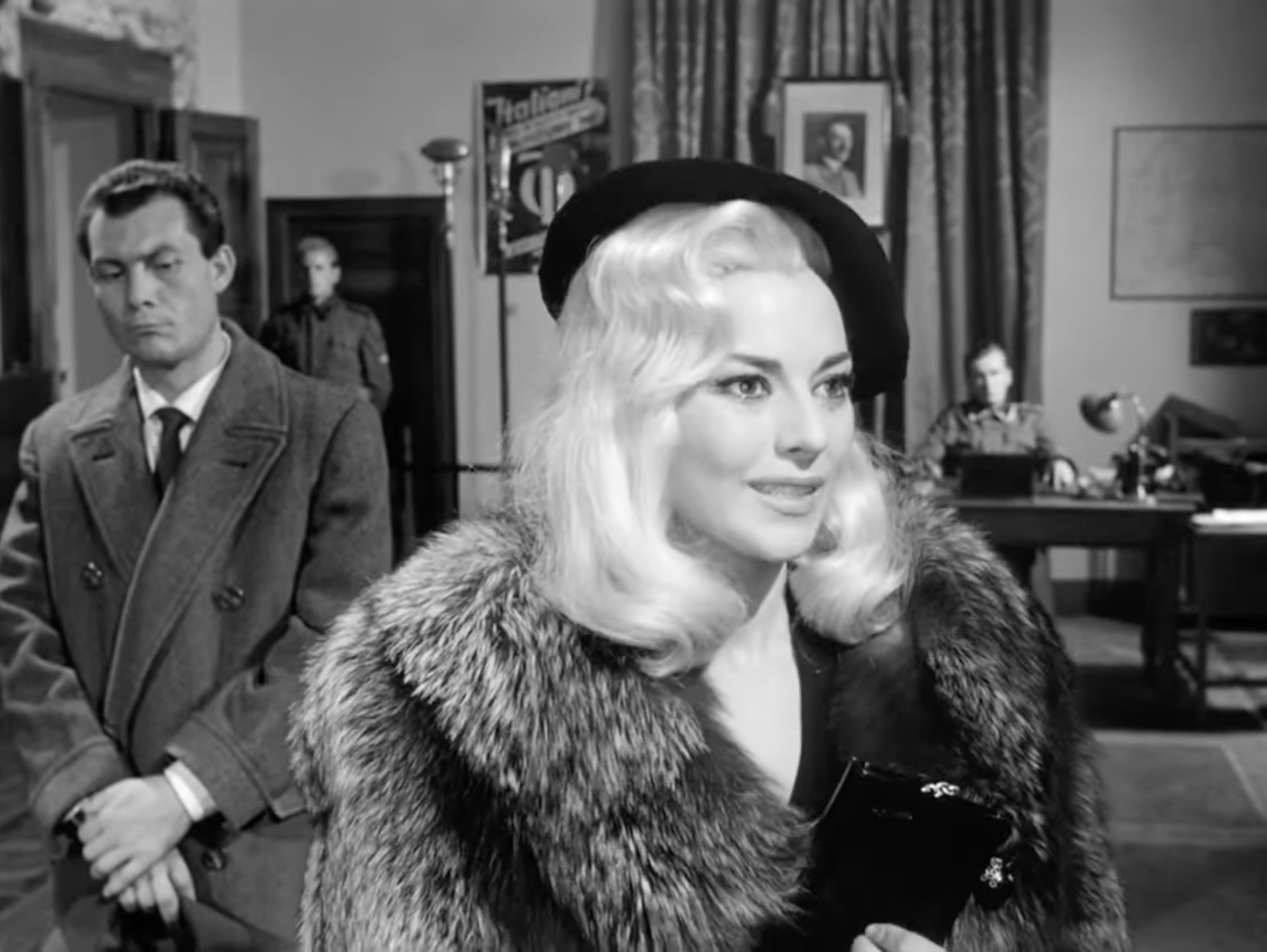
Giovanna Ralli nel film Il generale Della Rovere (1959)

### Cinema
- La maestrina, regia di Giorgio Bianchi (1942)
- I bambini ci guardano, regia di Vittorio De Sica (1943)
- Luci del varietà, regia di Federico Fellini e Alberto Lattuada (1950)
- Signori, in carrozza!, regia di Luigi Zampa (1951)
- La famiglia Passaguai, regia di Aldo Fabrizi (1951)
- La famiglia Passaguai fa fortuna, regia di Aldo Fabrizi (1952)
- Papà diventa mamma, regia di Aldo Fabrizi (1952)
- Il prezzo dell'onore, regia di Ferdinando Baldi (1953)
- Ai margini della metropoli, regia di Carlo Lizzani (1953)
- Fermi tutti... arrivo io!, regia di Sergio Grieco (1953)
- Anni facili, regia di Luigi Zampa (1953)
- La lupa, regia di Alberto Lattuada (1953)
- La nave delle donne maledette, regia di Raffaello Matarazzo (1953)
- L'amore in città, episodio Gli italiani si voltano, regia di Alberto Lattuada (1953)
- Villa Borghese, episodio Incidente a Villa Borghese, regia di Gianni Franciolini e, non accreditato, Vittorio De Sica (1953)
- Rivalità, regia di Giuliano Biagetti con la supervisione di Roberto Rossellini (1953)
- I tre ladri, regia di Lionello De Felice (1954)
- Madame du Barry, regia di Christian-Jaque (1954)
- Prima di sera, regia di Piero Tellini (1954)
- Le signorine dello 04, regia di Gianni Franciolini (1955)
- Le ragazze di San Frediano, regia di Valerio Zurlini (1955)
- Un eroe dei nostri tempi, regia di Mario Monicelli (1955)
- La piccola guerra (Les hussards), regia di Alex Joffé (1955)
- Racconti romani, regia di Gianni Franciolini (1955)
- Il bigamo, regia di Luciano Emmer (1956)
- Una pelliccia di visone, regia di Glauco Pellegrini (1956)
- Tempo di villeggiatura, regia di Antonio Racioppi (1956)
- Peccato di castità, regia di Gianni Franciolini (1956)
- Il momento più bello, regia di Luciano Emmer (1957)
- Le belle dell'aria, regia di Mario Costa e Eduardo Manzanos Brochero (1957)
- Tuppe tuppe, Marescià!, regia di Carlo Ludovico Bragaglia (1958)
- Come te movi, te fulmino!, regia di Mario Mattoli (1958)
- Il marito bello: Il nemico di mia moglie, regia di Gianni Puccini (1959)
- Le cameriere, regia di Carlo Ludovico Bragaglia (1959)
- I ladri, regia di Lucio Fulci (1959)
- Un uomo facile, regia di Paolo Heusch (1959)
- Costa Azzurra, regia di Vittorio Sala (1959)
- Il generale Della Rovere, regia di Roberto Rossellini (1959)
- Nel blu dipinto di blu, regia di Piero Tellini (1959)
- Le canaglie (Les canailles), regia di Maurice Labro (1960)
- Era notte a Roma, regia di Roberto Rossellini (1960)
- Viva l'Italia, regia di Roberto Rossellini (1961)
- Febbre di rivolta (Le goût de la violence), regia di Robert Hossein (1961)
- Pastasciutta nel deserto, regia di Carlo Ludovico Bragaglia (1961)
- Horace - La terribile notte (Horace 62), regia di André Versini (1962)
- La guerra continua, accreditata come Jo-Anna Ralli, regia di Leopoldo Savona e, per la versione americana, George Gonneau (1962)
- La monaca di Monza, regia di Carmine Gallone (1962)
- Carmen di Trastevere, regia di Carmine Gallone (1962)
- Liolà, regia di Alessandro Blasetti (1964)
- Se permettete parliamo di donne, regia di Ettore Scola (1964)
- La vita agra, regia di Carlo Lizzani (1964)
- La scoperta dell'America - cortometraggio (1964)
- La fuga, regia di Paolo Spinola (1964)
- Papà, ma che cosa hai fatto in guerra? (What Did You Do in the War, Daddy?), regia di Blake Edwards (1966)
- ll carnevale dei ladri (The Caper of the Golden Bulls), regia di Russell Rouse (1967)
- Passo falso (Deadfall), regia di Bryan Forbes (1968)
- Il mercenario, regia di Sergio Corbucci (1968)
- La donna invisibile, regia di Paolo Spinola (1969)
- 4 per Cordoba (Cannon for Cordoba), regia di Paul Wendkos (1970)
- Una prostituta al servizio del pubblico e in regola con le leggi dello stato, regia di Italo Zingarelli (1970)
- Gli occhi freddi della paura, regia di Enzo G. Castellari (1971)
- Per amare Ofelia, regia di Flavio Mogherini (1974)
- La polizia chiede aiuto, regia di Massimo Dallamano (1974)
- C'eravamo tanto amati, regia di Ettore Scola (1974)
- Di che segno sei?, regia di Sergio Corbucci (1975)
- 40 gradi all'ombra del lenzuolo, episodio L'attimo fuggente, regia di Sergio Martino (1975)
- Chi dice donna dice donna, episodio La signorina X, regia di Tonino Cervi (1976)
- Colpita da improvviso benessere, regia di Franco Giraldi (1976)
- Languidi baci... perfide carezze, regia di Alfredo Angeli (1976)
- Con il dovuto rispetto (1976)
- Arrivano i bersaglieri, regia di Luigi Magni (1980)
- Manolesta, regia di Pasquale Festa Campanile (1981)
- Verso sera, regia di Francesca Archibugi (1990)
- Per non dimenticare, regia di Massimo Martelli – cortometraggio (1992)
- Tutti gli anni una volta l'anno, regia di Gianfrancesco Lazotti (1994)
- Il pranzo della domenica, regia di Carlo Vanzina (2003)
- L'ultimo regalo, regia di Marcello Daciano – cortometraggio (2004)
- Il sangue dei vinti, regia di Michele Soavi (2008)
- Immaturi, regia di Paolo Genovese (2011)
- Immaturi - Il viaggio, regia di Paolo Genovese (2012)
- Un ragazzo d'oro, regia di Pupi Avati (2014)
- Marcel!, regia di Jasmine Trinca (2022)

### Televisione
- Poliziotti – film TV (1989)
- Solo per dirti addio – film TV (1992)
- Machinations – film TV (1995)
- Un prete tra noi – serie TV, 12 episodi (1997-1999)
- Angelo il custode – serie TV, 8 episodi (2001)
- Una famiglia per caso, regia di Camilla Costanza e Alessio Cremonini – film TV (2003)
- I colori della vita, regia di Stefano Reali – miniserie TV (2005)
- Al di là del lago, regia di Stefano Reali – film TV (2009)
- L'isola dei segreti: Korè, regia di Ricky Tognazzi – miniserie TV, 4 episodi (2009)
- Ho sposato uno sbirro – serie TV, 26 episodi (2008-2010)
- Tutti pazzi per amore – serie TV, episodi 3x09-3x10 (2011)
- Sabato, domenica e lunedì, regia di Franza Di Rosa – film TV (2012)

### Documentari
- Titanus 1904, regia di Giuseppe Rossi (2024)

## Teatro
- Un paio d'ali, regia di Garinei e Giovannini (1957)
- Fra un anno alla stessa ora, regia di Garinei e Giovannini (1977)
- Una giornata particolare di Ettore Scola, Ruggero Maccari e Gigliola Fantoni, regia di Vittorio Caprioli, con Giancarlo Sbragia, Teatro Parioli di Roma, 12 febbraio 1982.
- La professione della signora Warren, di George Bernard Shaw, con Giancarlo Sbragia (anche regista), Teatro delle Arti (1983)
- È stata una festa bellissima (1997-1998)

## Riconoscimenti
- David di Donatello
  - 1981 – Medaglia d'oro della città di Roma
  - 2022 – Premio alla carriera
- Nastro d'argento
  - 1957 – Candidatura alla migliore attrice non protagonista per Il bigamo
  - 1966 – Migliore attrice protagonista per La fuga
  - 1972 – Candidatura alla migliore attrice protagonista per Una prostituta al servizio del pubblico e in regola con le leggi dello stato
  - 1975 – Migliore attrice non protagonista per C'eravamo tanto amati
  - 1976 – Candidatura alla migliore attrice protagonista per Colpita da improvviso benessere
  - 1991 – Candidatura alla migliore attrice non protagonista per Verso sera
  - 1995 – Candidatura alla migliore attrice non protagonista per Tutti gli anni una volta l'anno
  - 2003 – Candidatura alla migliore attrice non protagonista per Il pranzo della domenica
  - 2015 – Candidatura alla migliore attrice non protagonista per Un ragazzo d'oro
  - 2023 - Nastro d'argento alla carriera

- Globo d'oro
  - 1975 – Globo d'oro alla carriera

- Grolla d'oro
  - 1957 – Migliore attrice per Il momento più bello
  - 1971 – Migliore attrice per Una prostituta al servizio del pubblico e in regola con le leggi dello stato

- Premio Cinearti La chioma di Berenice
  - 2008 – Alla carriera

- Premio Flaiano per la cinematografia
  - 1993 – Alla carriera

## Doppiatrici italiane
- Rita Savagnone in Viva l'Italia, Il mercenario, Papà, ma che cosa hai fatto in guerra?
- Miranda Bonansea in La famiglia Passaguai, Prima di sera
- Rosetta Calavetta in Fermi tutti... arrivo io!
- Fiorella Betti in La lupa
- Maria Pia Di Meo in La monaca di Monza
- Solvejg D'Assunta in Liolà